# 边缘地带

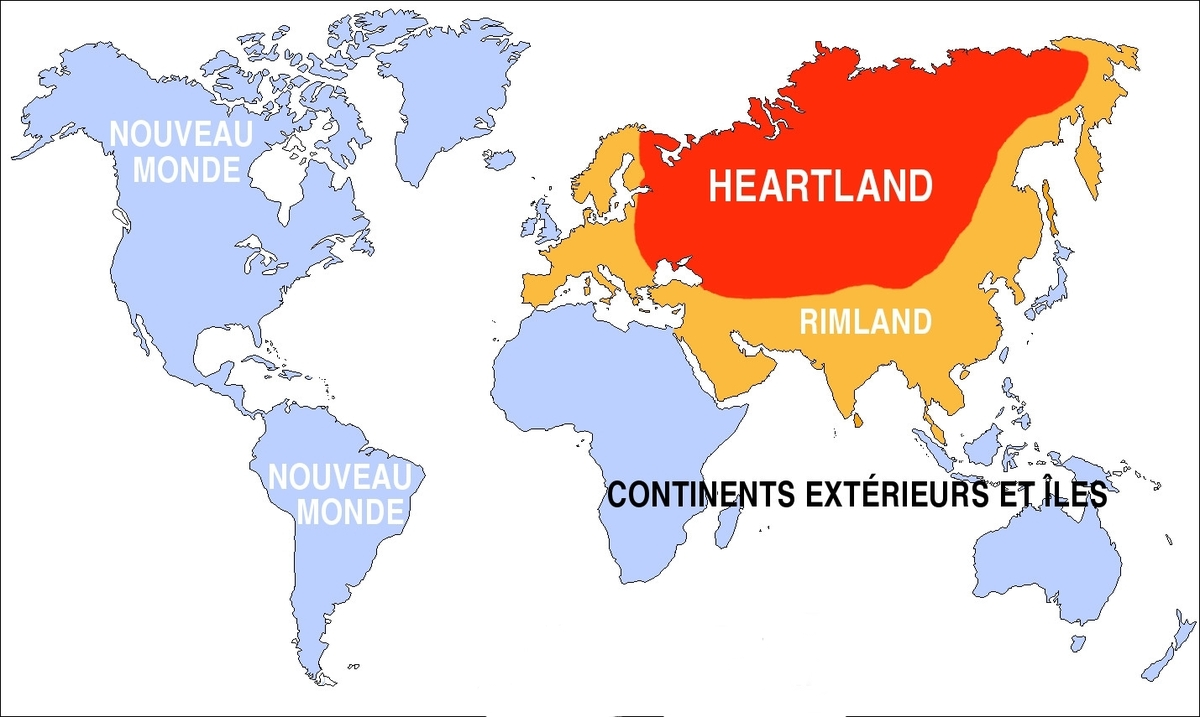
边缘地带和心脏地带

边缘地带是耶鲁大学国际关系学教授尼古拉斯·斯皮克曼提出的一个概念。他认为，地缘政治是一个国家根据其地理因素对其安全政策进行的规划。这一概念描述的主要是国家或大陆的海洋边缘，尤其是人口稠密的歐亞大陸西部、南部和东部边缘。
此外，他对于麦金德对“心脏地带”的战略重要性的高估持批判态度，后者认为心脏地带地域辽阔辽阔、处于中心的地理区位，且陆权相对海权拥有绝对优势。麦金德认为，心脏地带不会成为欧洲的潜在枢纽，因为：
1. 当时的俄罗斯西部是农耕社会。
2. 工业基地位于乌拉尔山脉以西。
3. 该地区的北部、东部、南部和西南部都有重要的交通阻隔（冰冻和低温、高山等）。
4. 陆权和海权从来都不是简单的对立关系。

斯皮克曼认为，从控制欧亚大陆的角度而言，环绕歐亞大陸的沿海边缘地带比中亚地区（所谓的心脏地带）更重要。斯皮克曼的这一观点也成为了美国在二战后对苏联实施“围堵政治”的基础。
因此，在他看来，与“边缘地带”相比，“心脏地带”的作用似乎没有那么重要。

## 概念
根据斯皮克曼的说法，“谁控制了边缘地带，谁就统治了歐亞大陸，谁统治了欧亚大陆，谁就控制了世界的命运。”
哈尔福德·麦金德（Halford Mackinder）所说的“边缘地带”（Rimland）分为三个部分：
- 欧洲沿海地带；
- 阿拉伯-中东沙漠地带；
- 亚洲季风地带。

边缘地带或内新月地带积聚了世界上大部分的人口以及世界上大部分的资源。边缘地带位于心脏地带和边缘海域之间，所以它的地理位置比心脏地带更重要。它包括小亚细亚、阿拉伯、伊朗、阿富汗、东南亚、中国、朝鲜和东西伯利亚（除俄罗斯外）。
上述国家都处于海权和陆权之间的緩衝區内。边缘国家是围绕欧亚大陆的“两栖”国家。
虽然斯皮克曼接受前两个定义，但他拒绝将亚洲国家简单地归为一个“季风地带”。无论是从地理还是文明的方面看，印度、印度洋沿岸地区，以及印度文化都与中国截然不同。
“边缘地带”的决定性特征在于它是一个介于心脏地带和边缘海洋大国之间的中间地带。作为陆地大国与海洋大国之间的两栖缓冲区，它必须进行两面防御，因为这是其安全问题的根本所在。相比麦金德提出的内部或边缘新月概念，斯皮克曼提出的边缘地带的概念与阿尔弗雷德·赛耶·马汉主张的“有争议的区域”（debated and debatable zone）的说法更为相似。
边缘地带的重要地位源于它的人口比重、自然资源和工业发展。斯皮克曼认为这些要素的重要性是边缘地带在地理区位上胜过心脏地带的一个至关重要的原因（而麦金德则认为外围或海岛新月地带是围堵心脏地带的最重要因素）。

## 适用性和变体
斯皮克曼呼吁将边缘地带国家进行合并，以确保他们都能在第二次世界大战中幸存。随着德国的战败和苏联的崛起，斯皮克曼的观点在美国遏制共产主义影响的冷战政策制定中逐渐被人们接受。
但是由于边缘地带的各州有不同程度的独立性，以及各种各样的种族和文化，它不受任何单一势力的控制。
Spyros Katsoulas博士引进了边缘地带桥（Rimland Bridge）的概念来描述欧洲和亚洲之间的枢纽，其中包括了希腊、塞浦路斯和土耳其。 这一新术语的目的不是要反驳，而是要补充斯皮克曼的理论，并强调东地中海的特殊战略意义以及其内在的不稳定性。边缘地带桥被定义为连接边缘地带欧洲和亚洲部分的缓冲和中转地带，它有三个主要特征。它既是战略要塞，也是有价值的通道，但由于希腊和土耳其的长期竞争，它也是一个危险的破碎地带 。

## 批评
- 这是一个自我实现的预言。
- 在他的空中力量概念中，他没有考虑携带核弹头的现代导弹。
- 边缘地带不是一个区域，而是一个单位，或者是地理多样性的缩影。
- 边缘理论对亚洲国家有偏见。
- 边缘地带理论没有考虑到其内部不同国家之间正在发生的各种冲突（如印巴冲突等）